# Vivo Constanța
Vivo (stilizat VIVO!) este un centru comercial din Constanța, deținut de grupul austriac Immofinanz, deschis în toamna anului 2012 . Centrul are o suprafață comercială de 70.000 metri pătrați și include, printre altele, un hipermarket Auchan cu o suprafață de 18.000 metri pătrați , magazine ca C&A, H&M, Zara, Bershka, Pull&Bear, Stradivarius, New Yorker, Peek & Cloppenburg, CCC, Deichmann, Humanic, Takko,  Altex,  Flanco,  Pepco,  Hervis, Intersport, LC Waikiki, Sephora, dm, Douglas sau Zoomania. Centrul comercial a fost preluat în 2015 de la compania TriGranit.
Începând cu luna noiembrie a anului 2016, centrul comercial a trecut printr-un proces de rebranding, fiind denumit ulterior Vivo.